# Viinîțea, Mlîniv
Viinîțea (în ucraineană Війниця) este localitatea de reședință a comunei Viinîțea din raionul Mlîniv, regiunea Rivne, Ucraina.

## Demografie
Componența lingvistică a localității Viinîțea
     Ucraineană (99,36%)
     Alte limbi (0,64%)
Conform recensământului din 2001, majoritatea populației localității Viinîțea era vorbitoare de ucraineană (99,36%), existând în minoritate și vorbitori de alte limbi.